# Light Oak
Light Oak és una concentració de població designada pel cens dels Estats Units a l'estat de Carolina del Nord. Segons el cens del 2000 tenia 779 habitants.

## Demografia
Segons el cens del 2000, Light Oak tenia 779 habitants, 240 habitatges i 191 famílies. La densitat de població era de 200,5 habitants per km².
Dels 240 habitatges en un 23,3% hi vivien nens de menys de 18 anys, en un 45% hi vivien parelles casades, en un 27,9% dones solteres, i en un 20,4% no eren unitats familiars. En el 17,5% dels habitatges hi vivien persones soles el 7,1% de les quals corresponia a persones de 65 anys o més que vivien soles. El nombre mitjà de persones vivint en cada habitatge era de 2,85 i el nombre mitjà de persones que vivien en cada família era de 3,24.
Per edats la població es repartia de la següent manera: un 23,6% tenia menys de 18 anys, un 9,9% entre 18 i 24, un 27,3% entre 25 i 44, un 27,6% de 45 a 60 i un 11,6% 65 anys o més.
L'edat mediana era de 36 anys. Per cada 100 dones de 18 o més anys hi havia 109,5 homes.
La renda mediana per habitatge era de 28.472 $ i la renda mediana per família de 32.794 $. Els homes tenien una renda mediana de 20.550 $ mentre que les dones 16.989 $. La renda per capita de la població era de 13.016 $. Entorn del 20,7% de les famílies i el 17,1% de la població estaven per davall del llindar de pobresa.

## Poblacions més properes
El següent diagrama mostra les poblacions més properes.